# Lijst van burgemeesters van Barneveld
Dit is een lijst van burgemeesters van de Nederlandse gemeente Barneveld in de provincie Gelderland vanaf 1814.
| Ambtsperiode           | Naam burgemeester                           | Partij of stroming | Bijzonderheden |
| ---------------------- | ------------------------------------------- | ------------------ | --- |
| 1811 - 1817            | Jasper Hendrik baron van Zuylen van Nievelt |                    | heer van de Schaffelaar; oudoom van G.W. baron van Zuylen van Nievelt |
| 1817 - 1837            | Johannes Barend Mettenbrinck                |                    | |
| 1837 - 1841            | Gerrit Willem baron van Zuylen van Nievelt  |                    | |
| 1841 - 1883            | Carel August Nairac                         |                    | |
| 1883 - 1925            | Anne Willem Jacob Joost baron van Nagell    |                    | aangetrouwde oomzegger van G.W. baron van Zuylen van Nievelt; zijn vrouw was vrouwe van de Schaffelaar |
| 1925 - 1944            | Joachim Westrik                             |                    | In 1948 wegens oorlogsmisdaden, zijnde arrestaties en deportatie van Joodse medeburgers door een Bijzonder Tribunaal veroordeeld tot een jaar (voorwaardelijke) gevangenisstraf waartegen hij niet in beroep ging. |
| 1944 - 1945            | Wouter Hendrik van den Brink                | NSB                | waarnemend |
| 1945 - 1946            | waarnemende burgemeesters                   |                    | |
| 1947 - 1961            | Carl Erich Eberhard Kuntze                  |                    | |
| 1962 - 1975            | Koert van Diepeningen                       | CHU                | |
| 1976 - 1980            | Johannes Christoffel Aschoff                | CHU                | |
| 1981 - 13 januari 1992 | Cornelis Willem (Cor) Labree                | CDA                | overleed tijdens ambtsperiode. Functie waargenomen door locoburgemeester D. van Boven (CDA). |
| 12 juni 1992 - 1999    | Anthonius Cornelis Philippus (Ton) Hardonk  | SGP                | |
| 1999 - 2005            | Wilhelmus Adrianus (Wim) Burgering          | CDA                | |
| 2005 - 2011            | Joseph August Marie Leo (Jos) Houben        | CDA                | was burgemeester van Raalte |
| 2011 - 2021            | Jan Willem Asje (Asje) van Dijk             | CDA                | |
| 2021 - 2023            | Jan Luteijn                                 | SGP                | waarnemend |
| 2023 - heden           | Jacco van der Tak                           | CDA                | |